# Eric Boe
Eric Allen Boe (* 1. Oktober 1964 in Miami, Florida) ist ein US-amerikanischer Astronaut.

## Ausbildung
Boe verließ 1983 die Henderson High School und begann ein Studium an der US-Luftwaffenakademie. Diese verlieh ihm 1987 einen Bachelor in Raumfahrttechnik. 1997 machte er einen Abschluss als Master of Science in Elektrotechnik am Georgia Institute of Technology.

## Astronautentätigkeit
Er wurde im Juli 2000 von der NASA als Astronaut ausgewählt und kam im August 2000 zum Johnson Space Center. In den folgenden zwei Jahren Training und Ausbildung erreichte er die Qualifikationen zum Steuern von Raumfahrzeugen und Stationsarbeiten.

### STS-126
Am 15. November 2008 startete Boe als Pilot der Raumfähre Endeavour zu seinem ersten Raumflug.

### STS-133
Am 18. September 2009 wurde Boe als Pilot für die Mission STS-133 zur ISS nominiert. Der Start fand am 24. Februar 2011 statt, die Landung am 9. März. Boe war damit der letzte Pilot der Raumfähre Discovery.

### Kommerzielle Raumschiffe
Im Jahr 2015 stellte die NASA Boe als einen der vier Testpiloten für künftige kommerzielle Raumschiffe vor. Zusammen mit Robert L. Behnken, Douglas G. Hurley und Sunita Williams sollte er sich mit den Raumschiffen CST-100 von Boeing und Dragon V2 von SpaceX vertraut machen. Im August 2018 wurde Boe als Besatzungsmitglied für den ersten bemannten Flug des CST-100 nominiert. Im Januar 2019 erklärte die NASA, Boe sei aus gesundheitlichen Gründen flugunfähig und würde durch Michael Fincke ersetzt.

## Privates
Boe ist in Atlanta, Georgia aufgewachsen. Er ist verheiratet und hat zwei Kinder.